# Elisabetta Sirani
Elisabetta Sirani (Bologna, 1638. január 8. – Bologna, 1665. augusztus 28. olasz barokk festő és nyomdász, aki megmagyarázatlan körülmények között hunyt el 27 éves korában. A modern kori Bologna úttörő festőnője volt, aki akadémiát alapított női művészek számára.

## Élete
Bolognában született Margherita és Giovanni Andrea Sirani négy gyermeke közül elsőként. Apja műkereskedő volt és a bolognai iskola festője, Guido Reni kedvenc tanítványa. Nem sok művet alkotott, viszont átvette Reni tanári munkáját.
Elisabetta először apja műtermében tanult festészetet. Az apa kezdetben nem akarta lányát tanítani, aki ennek ellenére elsajátította apja technikáját, és Bologna egyik legnevesebb festőjévé vált. Carlo Cesare Malvasia művészettörténész, a Sirani család ismerőse, azt állította, hogy ő ismerte fel Elisabetta tehetségét, és ő győzte meg apját, hogy tanítsa; ez azonban feltehetőleg csak önfényezés volt. Sirani életrajza szerepel Malvasia kétkötetes Felsina pittrice: vite de’pittori bolognesi című 1678-ban kiadott könyvében; ebben Malvasia nem kis büszkeséggel ecseteli saját szerepét a nő pályafutásának kezdetén. Az egész műben dicséri Sirani kompozícióinak eredetiségét, stílusát, munkájának gyorsaságát és profizmusát, szembeállítva Lavinia Fontanával, egykorábbi bolognai festőnővel, akit félénkként jellemzett.
Festői stílusának kialakításakor Sirani tanulmányozta Annibale Carracci, Lorenzo Pasinelli, Michele Desubleo, Simone Cantarini és Carlo Cignani műveit. A technikával párhuzamosan tanulmányozta a Biblia történelmét, a szentek legendáit és a klasszikus mitológiát. Jártas volt a zenében is, ebben segítségére volt az, hogy sógora zenész volt. Noha akkoriban úgy tartották, hogy a zene károsan hat a nőkhöz illő szerénységre, Sirani zenei ismeretei soha nem rontották hírnevét.
Egyes kutatók szerint Sirani művészi hírneve hamarosan felülmúlta apjáét és két szintén festő nővéréét. 1654-ben, amikor Giovanni Andrea Siranit a köszvény akadályozta a cselekvésben, Elisabetta átvette a családi műhely vezetését. Ő lett a család fő kenyérkeresője, aki a tandíjakból és festői megbízatásaival eltartotta a családot. Műterme igen sikeres volt, részben Bologna haladó szellemének köszönhetően, ahol elfogadták és ünnepelték a női művészeket.

## Halála

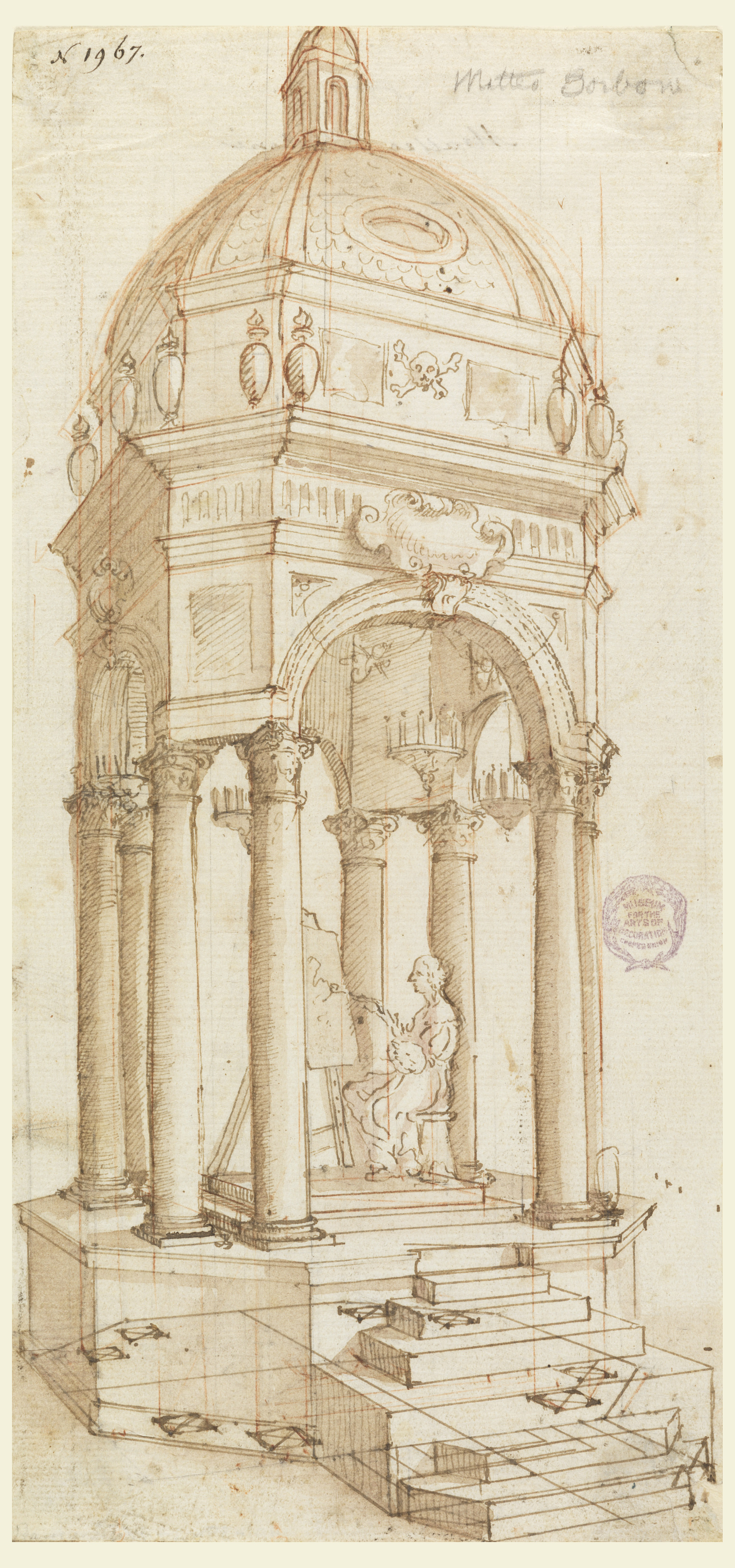
Elisabetta Sirani ravatala, 1665

Sirani váratlanul hunyt el 1665. augusztusban. Halálát gyanúsnak tartották, és egy cselédlányt, Lucia Tolomellit megvádoltak a művésznő megmérgezésével. Tolomellit azért fogták gyanúba, mivel egy nappal Sirani halála előtt kérte a családot, hogy bocsássák el a szolgálatból. Giovanni Andrea Sirani nem sokkal a tárgyalás után visszavonta a vádat. Malvasia azt állította, hogy Sirani, aki soha nem ment férjhez, a szerelembe halt bele. Valószínű, hogy a nő halálát egy gyomorfekélyt követő hashártyagyulladás okozta. Ez annak a stressznek a hatása lehetett, amit az egész háztartás fenntartása jelentett.
Sirani díszes temetésben részesült; hatalmas ravatalát a művésznő életnagyságú szobra díszítette, a szónoklatokat és a tiszteletére szerzett zenét Bologna legkiemelkedőbb polgárai biztosították. A bolognai San Domenico-székesegyházban temették el, apja tanárának, Guido Reninek a sírjába. Egy korabeli városi tisztviselő szerint „Mindenki gyászolja. Különösen a hölgyek, akikről hízelgő arcképet festett […] Valóban nagy szerencsétlenség ilyen különös módon elveszíteni egy ilyen nagy művészt.”

## Tanítványai
Elisabette Sirani amellett, hogy apját követte a műhely élén, számos festőt tanított. Az általa alapított iskolában tanult két húga, Barbara és Anna Maria és legalább tizenkét további nő. Ez volt az első, nők számára alapított festőiskola Európában, amely nem zárdához kapcsolódott.
Tanítványai között volt Veronica Fontana, aki később elsőrangú fametszőként vált híressé; Caterina Pepoli és Maria Elena Panzacchi, akik szintén művészi pályára léptek Bolognában; Camelia Lanteri és Lucretia Forni, akik nagy méretű vallásos festményekre szakosodtak; és Veronica Franchi, aki főleg mitológiai témákban alkotott. Lucrezia Scarfaglia szintén nála tanult. Végezetül ott volt Ginevra Cantofoli, akit pályafutása során Sirani ellenfelének és versenytársának tartottak.

## Művei

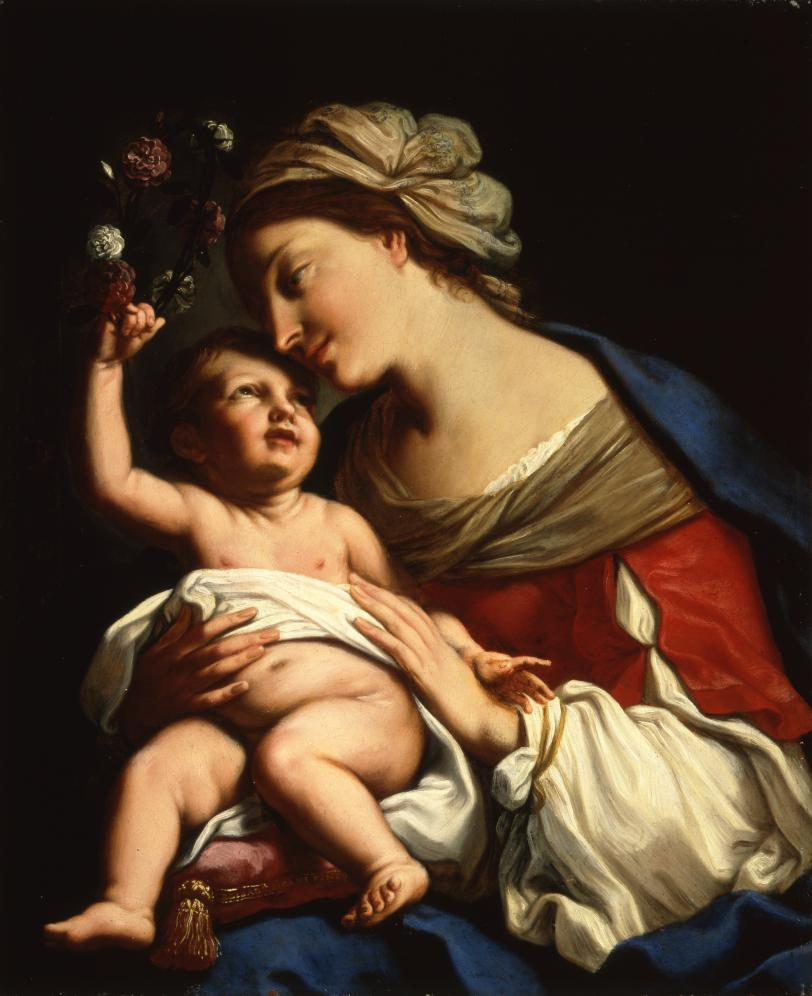
Madonna a gyermekkel, 1663

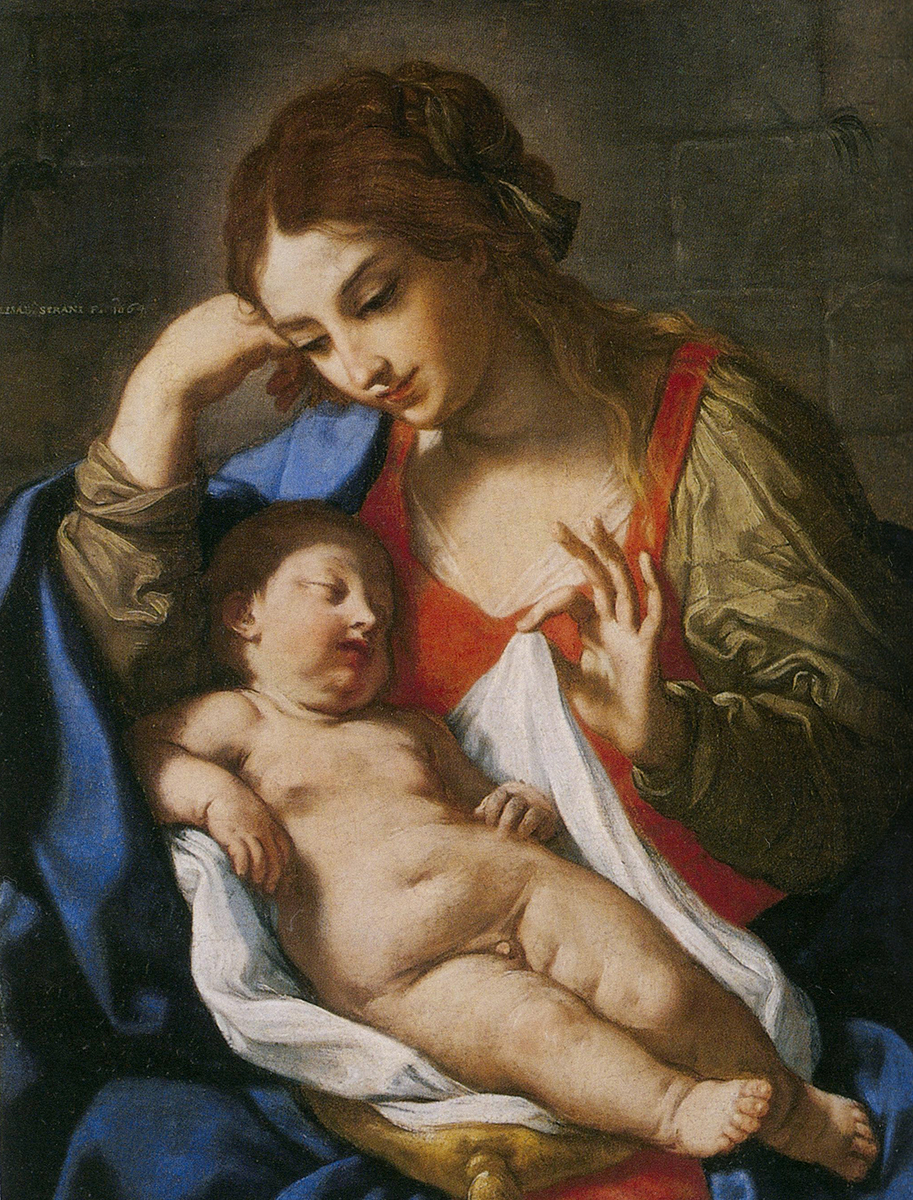
A Madonna a gyermek Jézusban gyönyörködik, 1664

Sirani több mint 200 festményt, 15 metszetet és több száz rajzot alkotott. Rajzainak mintegy egynegyede festményeihez vagy metszeteihez kapcsolódik. 1655-től kezdve Sirani pontos listát és feljegyzéseket vezetett festményeiről és megbízóiról; ez szerepel a Malvasia-féle életrajzban. Számos festményét szignózta, talán azért, hogy műveit ne tévesszék össze az apjáéival. Sirani olyan sokat festett, hogy többen kételkedtek abban, hogy minden művét ő maga alkotta. Az ilyen vádak megcáfolására 1664. május 13-án meghívta a hitetlenkedőket, hogy nézzék végig, ahogy egyetlen ülés alatt megfest egy arcképet.
Művei több témakört ölelnek fel, történelmi és bibliai jeleneteket, amelyeken gyakran nők, allegóriák és arcképek szerepelnek. Sirani volt az első festőnő, aki történelmi festményekre szakosodott; ezt több női tanítványa is átvette. Ez nagyon különbözik a korabeli női festők művészetétől, akik rendszerint csak csendéleteket festettek. Első nagyobb közületi megbízását 1657-ben kapta Daniele Granchitól, a Certosa di Bologna kartauzi templomának apátjától.
Legalább 13 oltárképet festett, köztük 1658-ban a Krisztus megkeresztelése címűt a Certosa di Bologna számára. 1660 körül kis méretű fogadalmi képeket kezdett festeni, főleg a Madonnát a gyermekkel illetve a Szent Családot, amelyek igen népszerűek voltak a gyűjtők között. Pártfogói között akadtak bíborosok, királyok, hercegek, kereskedők és tudósok Bolognából és egész Európából. Sirani a város hírességévé vált; műhelyét diplomaták, politikai vezetők és nemesemberek látogatták, hogy megnézzék munka közben.
Sirani stílusa közel áll Guido Reniéhez, de Sirani sokkal gyakrabban használta a fény és árnyék drámai kontrasztját; virtuóz ecsetkezelés és sokkal ragyogóbb színek jellemzik. Hősnőinek lenyűgöző alakjai, például a A combját megsebző Portia Artemisia Gentileschi műveihez hasonlíthatóak. Sirani gyakran választott kevésbé ismert témákat, és egyedülálló ikonográfiai interpretációja elnyerte a kortársak elismerését. Rajzainál különböző technikákat használt, például ecsetet és összemosást, tollat, tintát és összemosást, vörös krétát, fekete krétát és a kettő kombinációját. Rajzai a technikától függetlenül ugyanolyan lenyűgözőek, mint festményei.
Sirani elutasította azt a korabeli felfogást, hogy a női művészekhez a portréfestés illik. Ehelyett allegóriákat használt, amelyek megértéséhez a befogadó értelmezésére is szükség van. Számos allegóriája Cesare Ripa 1611-ben megjelent Iconologia című munkájának leírásain alapul. Kedvelt témáit a görög és római mitológia köréből, valamint Horatius költészetéből vette.
A korabeli női művészek ritkán ábrázoltak meztelen férfiakat, mivel tisztában voltak azzal, hogy ez milyen hatást gyakorolna hírnevükre. Ha mégis meztelen férfit ábrázoltak, akkor ezt rendszerint vallási keretbe foglalták, például Jézus Krisztust lefestve. A Tízezer keresztre feszített vértanú című kompozíció teljes egészében férfiaktokat tartalmaz. Noha szintén a vallásos kategóriába tartozik, Sirani műve erős egyéniséget mutat.

### Judit és Holofernész, 1660-as évek

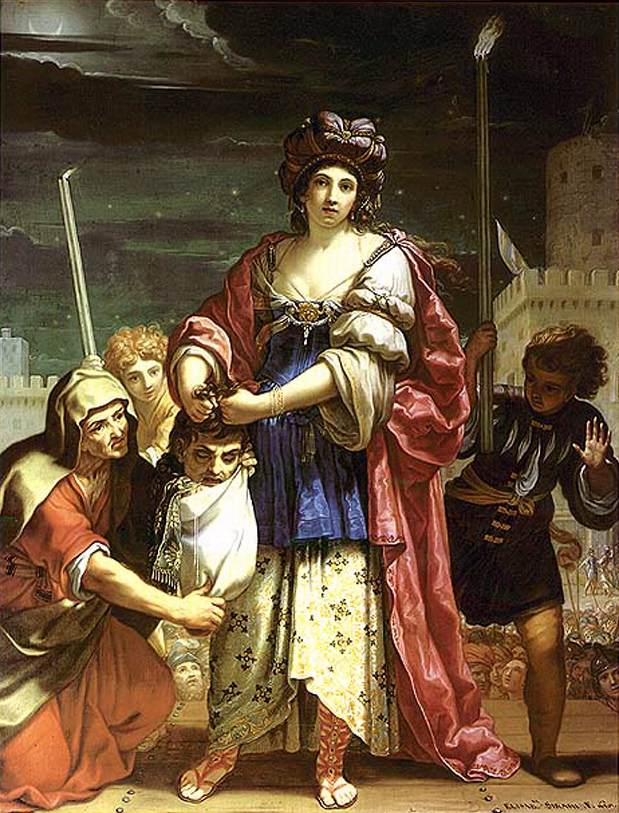
Judit és Holofernész

Judit témája népszerű volt a tizenhetedik század női művészeinek körében, de azt megelőzően és később is. Ebben a korban növekedett a történelmi festményeket készítő és tanulmányozó nők száma. Elisabetta Sirani is közéjük tartozott, mert apja, Giovanni Andrea Sirani, történelmi festészetet tanult és tanított. Sirani alkotásán, amely nagyon különbözik Gentileschi Caravaggio-szerű változatától, Judit a központi alak. A klasszikus, háromszög alakú kompozíció a reneszánszra emlékeztet. Judit öreg és roskatag szolgálólánya segít úrnőjének Holofernész fejét vinni. Sirani éjszakai környezetben ábrázolja Juditnak, és a nézőt szembesíti a nő által elkövetett gyilkossággal. A festményt gyakran hasonlították Gentileschi Judit lemészárolja Holofernészt című, 1620-ban készült alkotásával, amelyet gyakran erőszakosnak tartanak. Mindketten erős alaknak ábrázolják Juditot. Míg Gentileschi képén a szolgáló teljesen összejátszik Judittal, Sirani egy kevésbé aktív cselédet fest, ezzel is hangsúlyozva Judit erejét.
Sirani más Juditot és Holofernészt ábrázoló alkotásain Judit hideg és szelíd. Vadsága inkább Holofernész meggyilkolásában tükröződi, semmint arcában vagy mozgásában. Judit Sirani egyik művén sem néz Holofernész levágott fejére. Gentileschi határozott Juditjaitól eltérően, Sirani Juditja gyönyörű és figyelemre méltó nő.

### Páduai Szent Antal, 1662
A festmény a bolognai képtárban található Guido Reni művének közelében. A fiatal szent, akit általában aszkétikus álmodozóként ábrázolnak, itt gyermekszerető módon letérdel. Az égi gyermekek olyan földi gyönyörűséggel vannak ábrázolva, amelyre egyes kutatók szerint korábban nem volt példa. Az átlós kompozíció nagy mértékben eltér a képtárban található többi festményétől. A festmény Giovanni Battista Cremonese ékszerész megrendelésére készült.

### A combját megsebző Portia, 1664

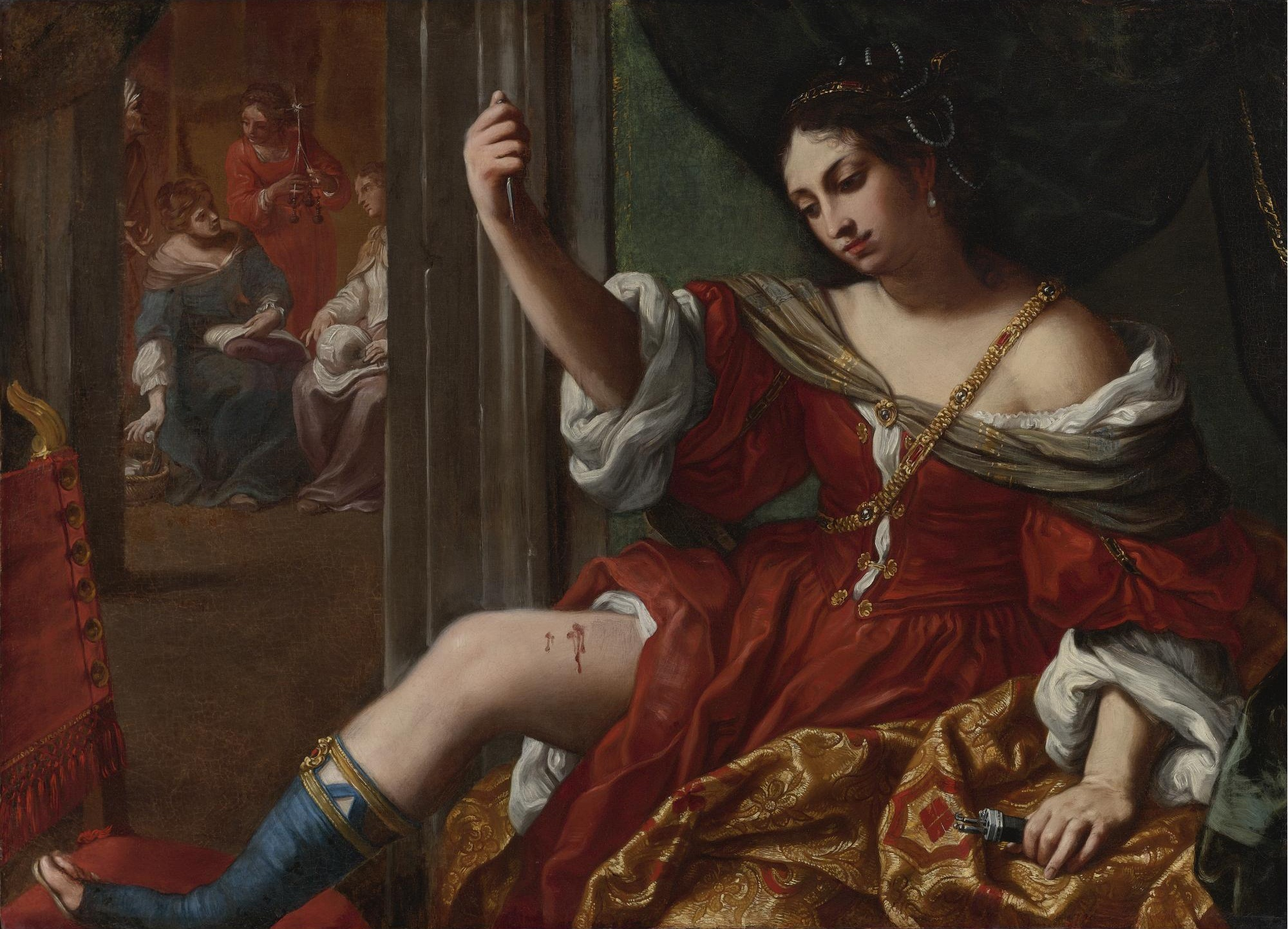
A combját megsebző Portia, 1664

Ezt a festményt gyakran feminista perspektívából értelmezik. A komor háttér előtt Portia nagy, vörösbe burkolt alakja kést tart már vérző, meztelen combja felett. Több feminista kutató szerint ez egy erős akaratú nő képe. Plutarkhosz szerint, aki elsőnek írta le Portia történetét, Portia súlyosan megsebezte magát, hogy bebizonyítsa férjének, Brutusnak, hogy képes osztozni terheiben és titkaiban, és hogy meggyőzze akaraterejéről. Más kutatók szerint azonban a festmény üzenete nem feminista: ha egy nőnek öncsonkításra van szüksége ahhoz, hogy osztozhasson férje gondolataiban, az nem a feminista olvasatot erősíti. A 17. század tele volt sötét, szexuális, erőszakos és nyugtalanító képekkel, így nem meglepő, hogy Sirani nehéz, zárt légkört választott, komor megvilágítással és gazdag színekkel. Ez az ábrázolásmód tanára, Guido Reni hatását tükrözi, ellentétben Artemisia Gentileschi vele gyakran szembeállított művével.

## Emlékezete
Sirani megjelenik Judy Chicago The Dinner Party című művében.
1994-ben a Vénuszon krátert neveztek el róla.
Sirani 1663-ban készült Madonna a gyermekkel című festménye, amely a washingtoni National Museum of Women in the Artsban található, szerepel az Amerikai Egyesült Államok 1994-es karácsonyi bélyegsorozatában. Ez volt az első alkalom, hogy női művész alkotását válogatták be a sorozatba.
Heródiás Keresztelő János fejével című munkája a kanadai Cryptopsy technical death metal együttes 1996-ban kiadott None So Live című albumának borítóján szerepel.

## Galéria

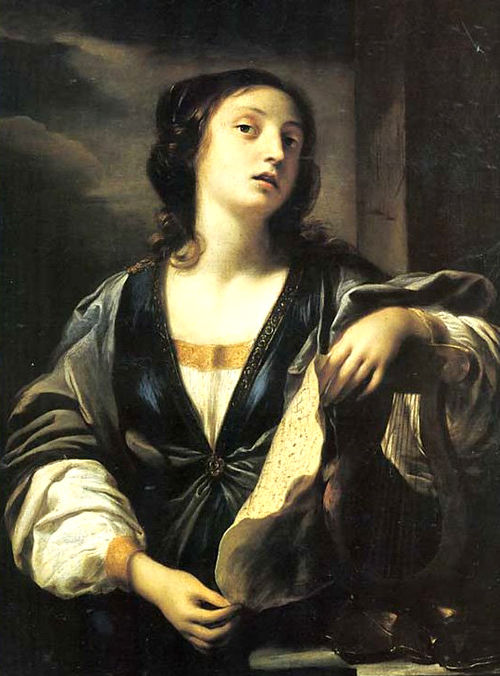
A zene allegóriája, 1659
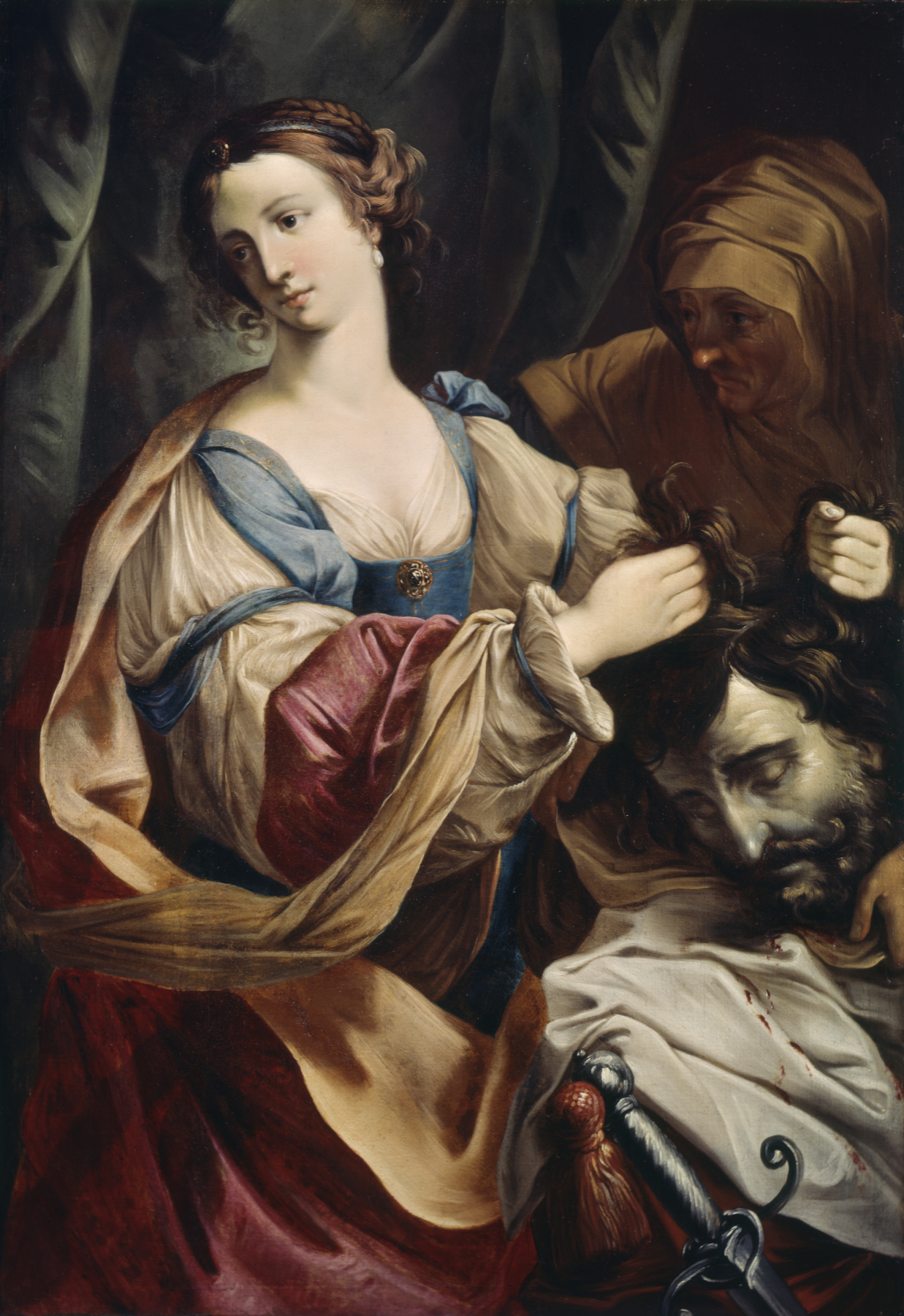
Judit Holofernész fejével
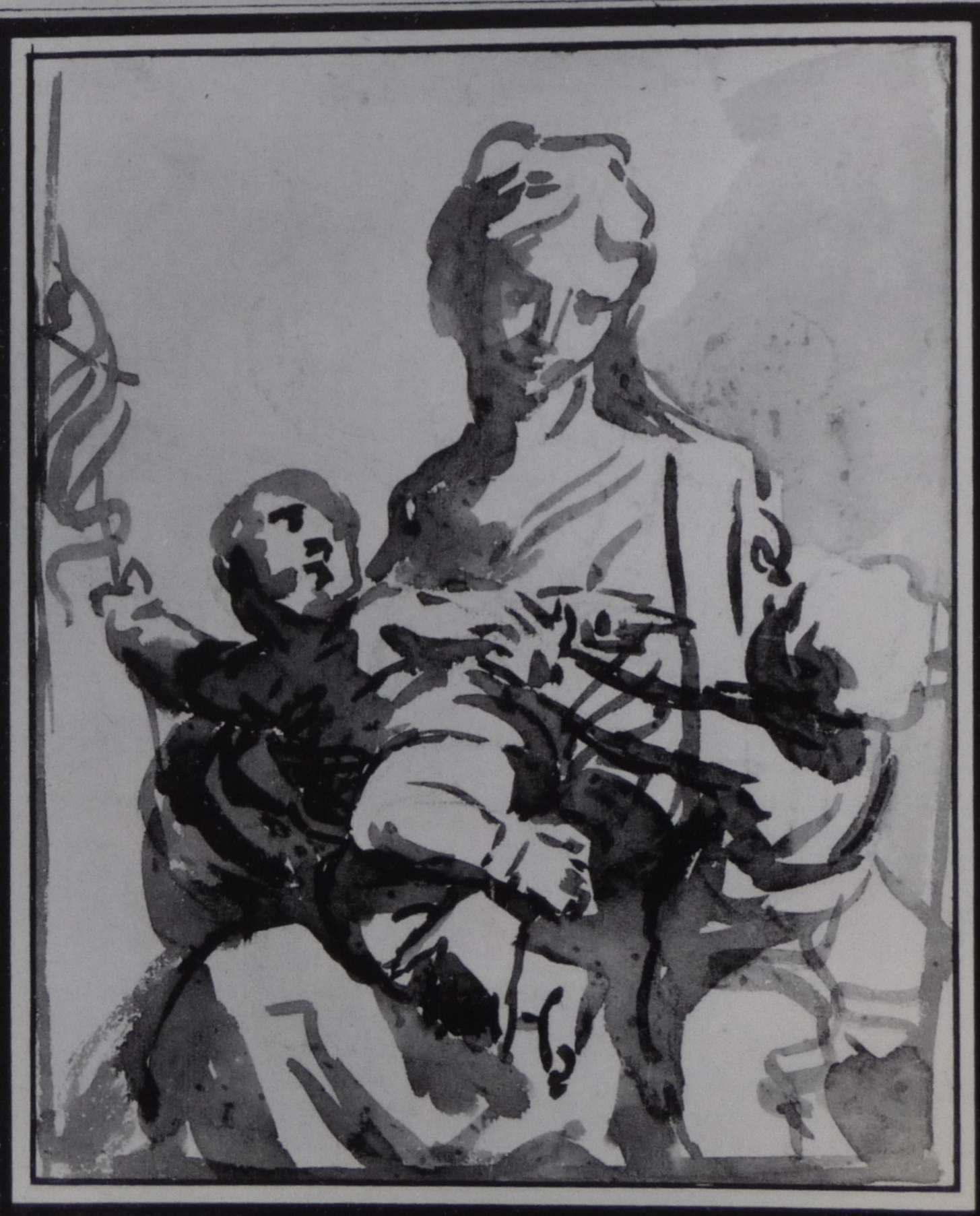
Madonna a gyermekkel
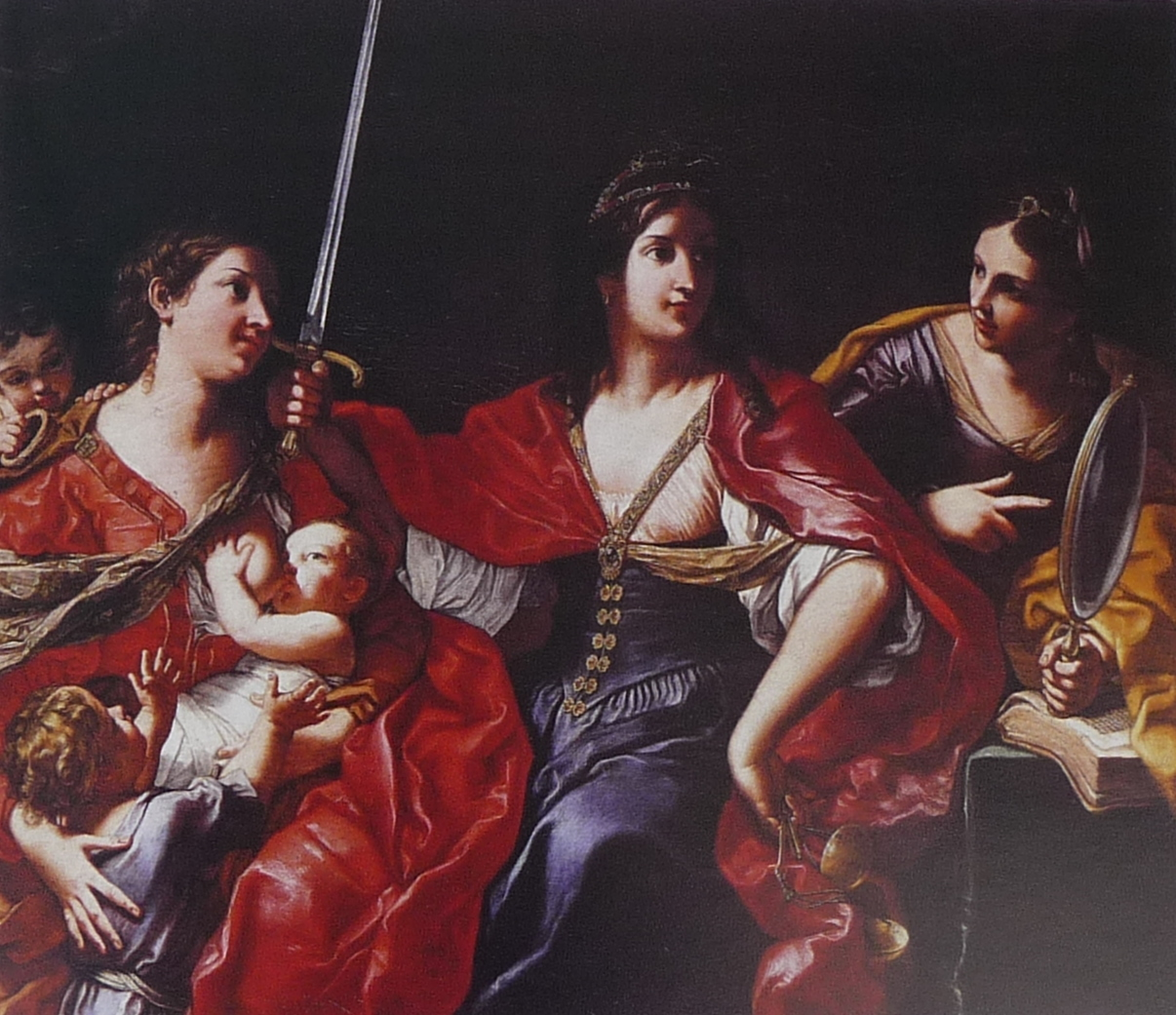
Az igazság, jótékonyság és óvatosság allegóriája, 1664
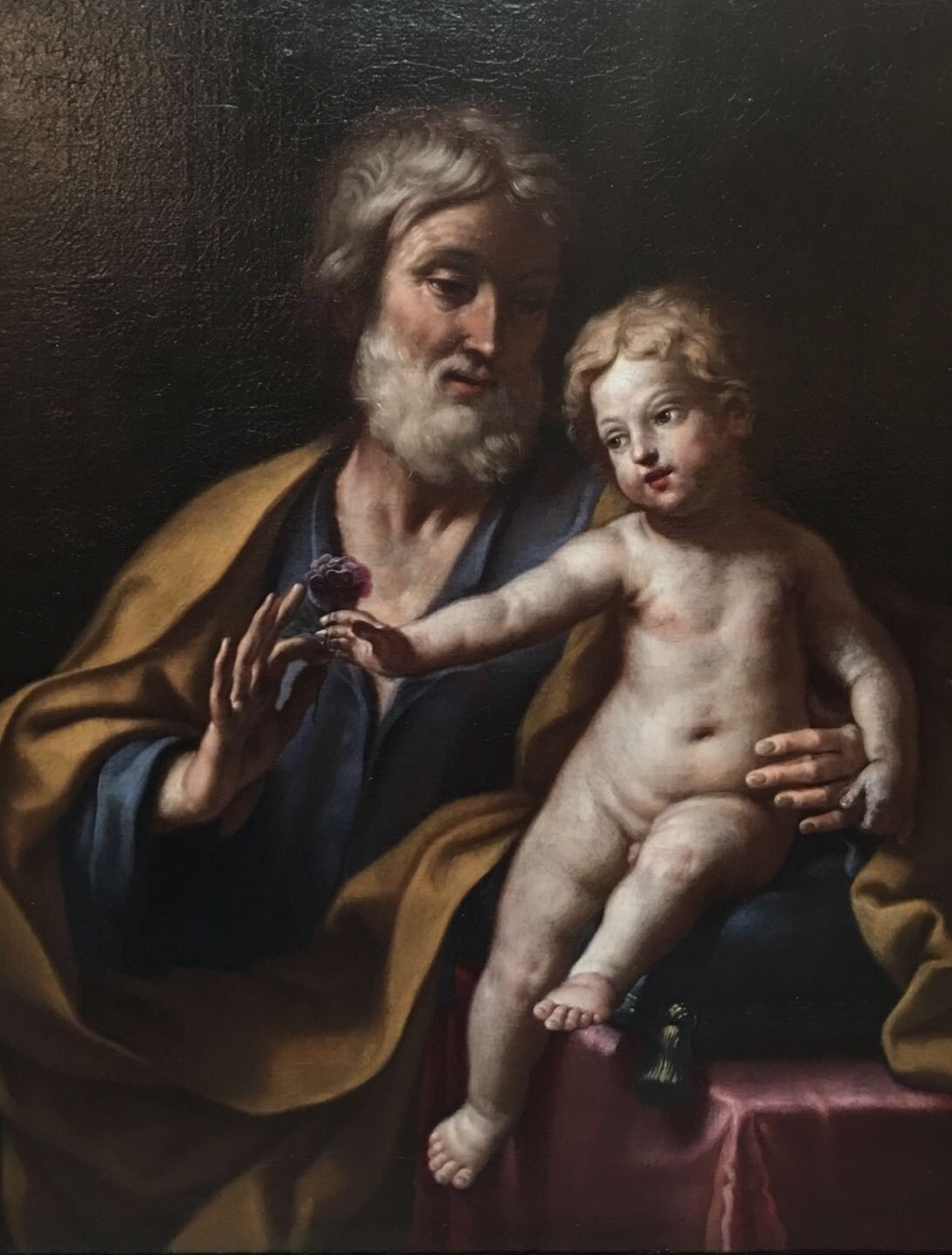
Szent József a gyermek Jézussal, 1662 körül
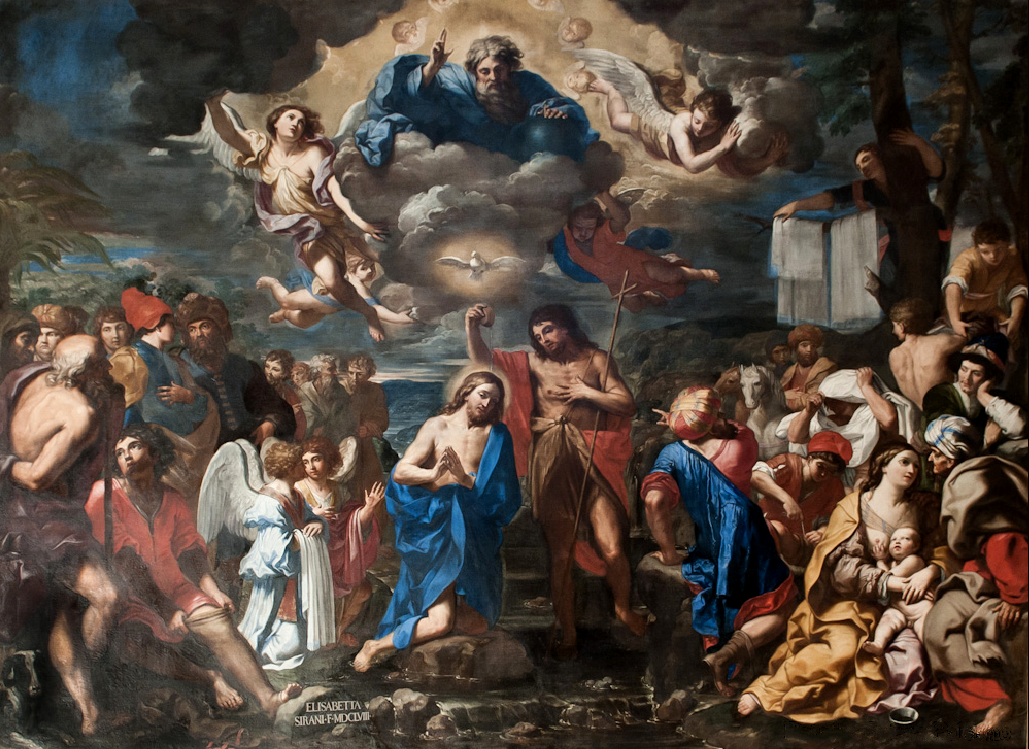
Krisztus megkeresztelése, 1658
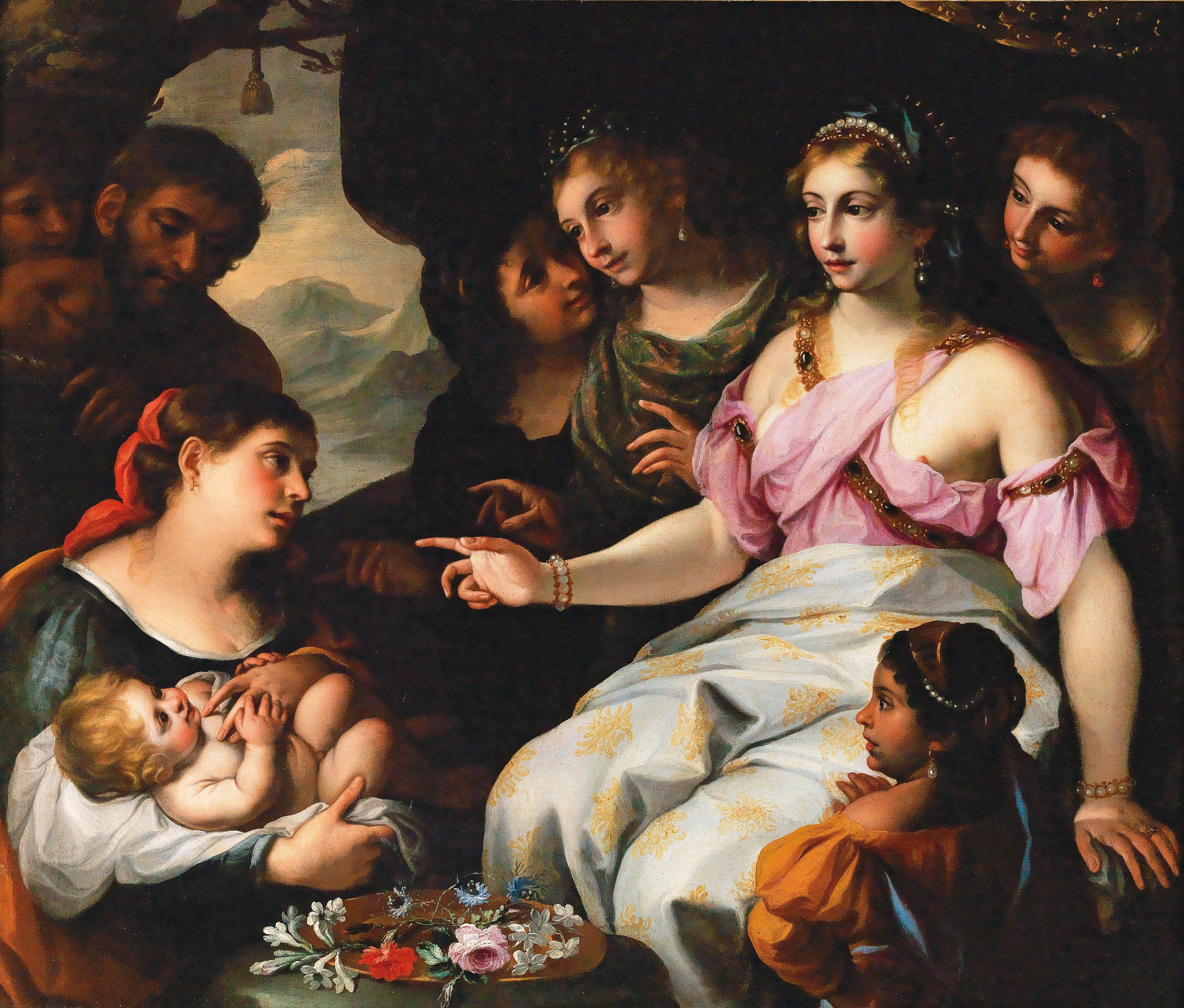
Mózes megtalálása, 1665 vagy korábban
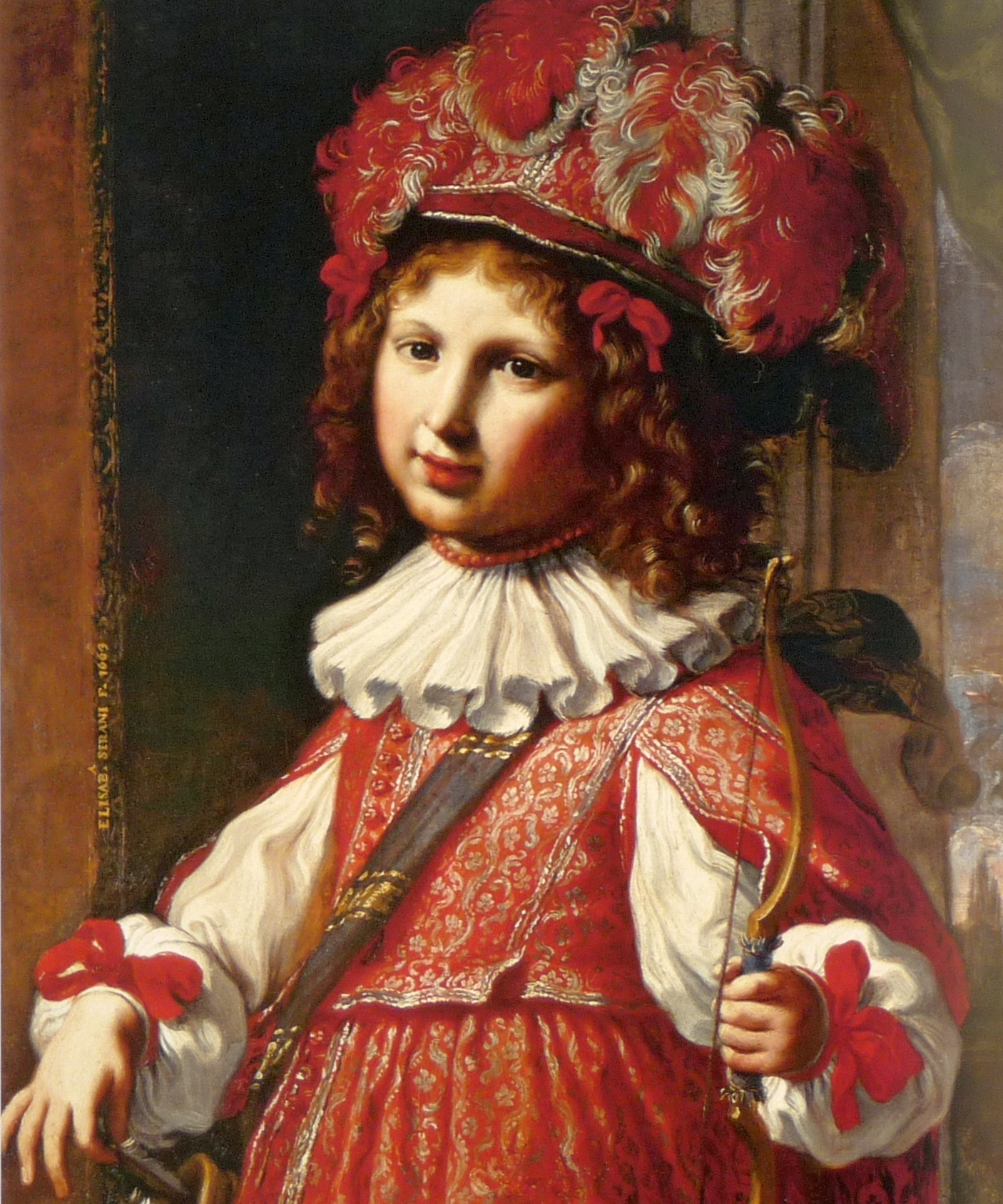
Vincenzo Ferdinando Ranuzzi arcképe Ámorként, 1663
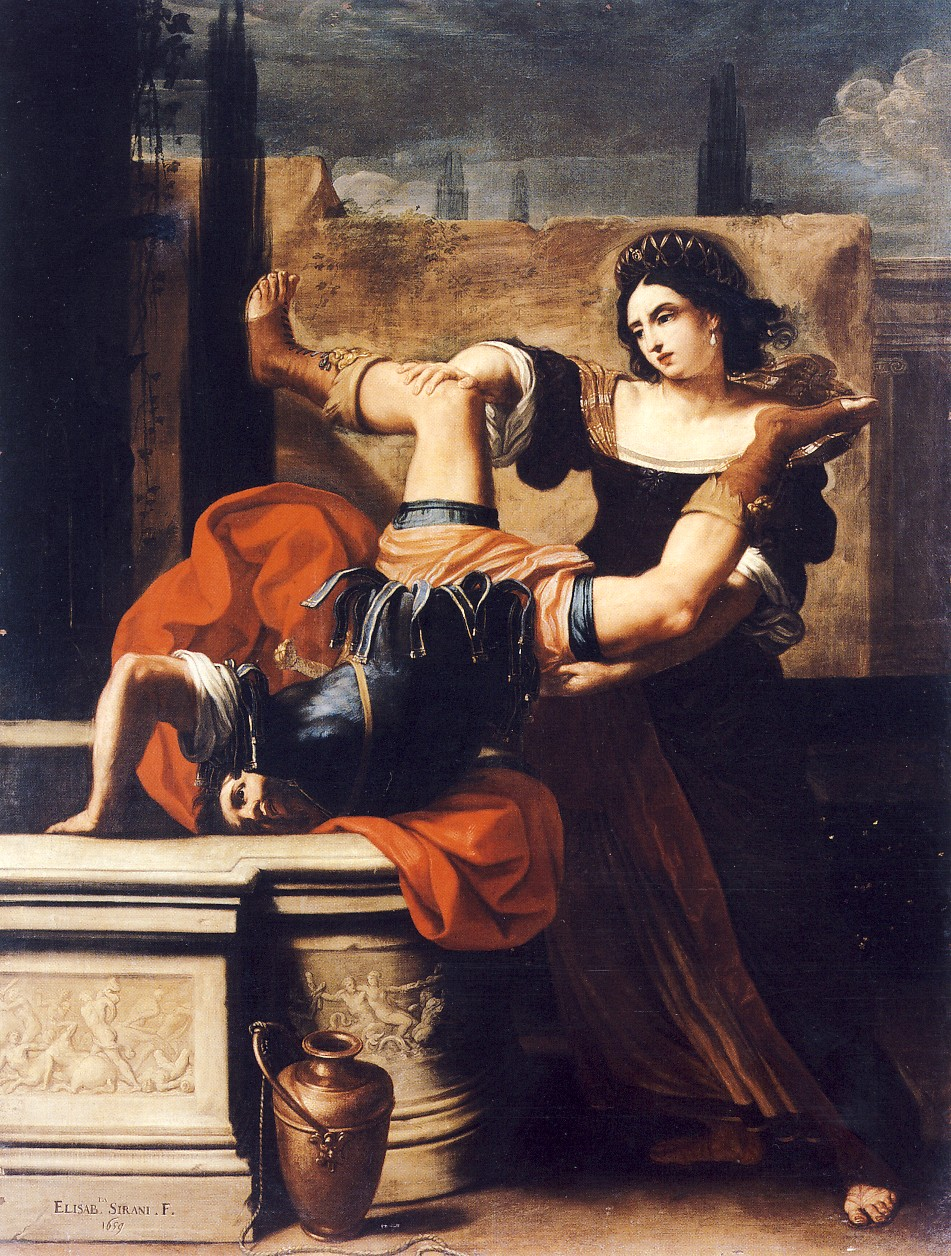
Timokleia megöli Nagy Sándor kapitányát, 1659

## Fordítás
Ez a szócikk részben vagy egészben  az   Elisabetta Sirani című angol Wikipédia-szócikk ezen változatának fordításán alapul.  Az eredeti cikk szerkesztőit annak laptörténete sorolja fel. Ez a jelzés csupán a megfogalmazás eredetét és a szerzői jogokat jelzi, nem szolgál a cikkben szereplő információk forrásmegjelöléseként.